# آدم كوالسكي
آدم كوالسكي (بالبولندية: Adam Kowalski)‏ (19 ديسمبر 1912 في أوكرانيا - 9 ديسمبر 1971 في بولندا) هو لاعب كرة سلة ولاعب هوكي الجليد ولاعب كرة يد بولندا. شارك في الألعاب الأولمبية الشتوية 1932 والألعاب الأولمبية الشتوية 1936 والألعاب الأولمبية الشتوية 1948. ولعب مع Cracovia (ice hockey) ‏.

## وصلات خارجية
- آدم كوالسكي على موقع EliteProspects.com (الإنجليزية)
- آدم كوالسكي على موقع Eurohockey.com (الإنجليزية)
- آدم كوالسكي على موقع اللجنة الأولمبية الدولية (الإنجليزية)
- آدم كوالسكي على موقع أوليمبيديا (الإنجليزية)
- آدم كوالسكي على موقع اللجنة الأولمبية البولندية (مؤرشف) (البولندية)